# Kristendemokraterne
Chrześcijańscy Demokraci (duń. Kristendemokraterne, KD) – duńska partia polityczna o profilu chrześcijańsko-demokratycznym. Do 2003 działała pod nazwą Chrześcijańska Partia Ludowa (Kristeligt Folkeparti). Ugrupowanie należy do Europejskiej Partii Ludowej.
Partia powstała 13 kwietnia 1970, została założona przez działaczy sprzeciwiających się postępującym zmianom prawnym dotyczącym m.in. legalizacji aborcji i pornografii. Po raz pierwszy wystartowała do Folketingetu w 1971, otrzymując 2% głosów i nie uzyskując żadnych mandatów. Do duńskiego parlamentu weszła w 1973 (4% głosów i 7 mandatów). Najlepszy wynik odnotowała dwa lata później – dostała 5,6% głosów, co przełożyło się na 9 miejsc w Folketingecie. W kolejnych wyborach do 1990 włącznie chadecy regularnie wprowadzali od 4 do 6 posłów. W 1994 znaleźli się poza parlamentem. Powrócili do niego w 1998 z czteroosobową reprezentacją, którą utrzymali również w 2001. W 2005 ich poparcie wyborcze spadło poniżej 2%, w konsekwencji partia ponownie nie dostała się do parlamentu.
W latach 1982–1988 ugrupowanie współtworzyło pierwszy i drugi rząd Poula Schlütera, od 1993 do 1994 było członkiem koalicji popierającej pierwszy gabinet Poula Nyrupa Rasmussena. Chadeków w rządach reprezentowali: Christian Christensen (1982–1988), Flemming Kofod-Svendsen (1987–1988, 1993–1994) i Jann Sjursen (1993–1994).